# Linyphia linzhiensis
Linyphia linzhiensis är en spindelart som beskrevs av Hu 200. Linyphia linzhiensis ingår i släktet Linyphia och familjen täckvävarspindlar. Inga underarter finns listade i Catalogue of Life.